# Carnein Glacier
Carnein Glacier är en glaciär i Antarktis. Den ligger i Östantarktis. Nya Zeeland gör anspråk på området. Carnein Glacier ligger 52 meter över havet.
Terrängen runt Carnein Glacier är varierad. Trakten är obefolkad. Det finns inga samhällen i närheten. 